# Edward Eliscu
Edward Eliscu (født 2. april 1902, død 18. juni 1998) var en amerikansk sangtekstforfatter, dramatiker, producer og skuespiller, der succesfyldt skrev sange til film.

## Biografi
Eliscu blev født i Manhattan, New York City. Han gik på DeWitt Clinton High School i Manhattan, og var klassekammerat med den senere filminstruktør George Cukor.
Derefter gik han på City College of New York hvor han dimitteret med en Bachelor of Science grad, og begyndet så at arbejde som skuespiller på Broadway.
Han giftede sig med danserinden og journalisten Stella Bloch. De arbejdede for filmindustrien indtil House Un-American Activities Committee udpegede ham i 1950'erne.
Dette endte hans karriere indenfor film og senere også indenfor TV.
Eliscu flyttede, sammen med sin kones fætter Mortimer Offner, væk fra Hollywood og vendte tilbage til New York.
Eliscu blev indlemmet i Songwriters Hall of Fame i 1975.